# Herlin-le-Sec
Herlin-le-Sec è un comune francese di 166 abitanti situato nel dipartimento del Passo di Calais nella regione dell'Alta Francia.

## Società

### Evoluzione demografica
Abitanti censiti